# 왕담 (의춘강후)
왕담(王譚, ? ~ 기원전 31년)은 전한 후기의 제후로, 제남군 사람이다. 승상 왕흔의 아들이다.

## 행적
원봉 6년(기원전 75년), 왕흔의 뒤를 이어 의춘후(宜春侯)에 봉해졌다.
의춘강후 45년(기원전 31년)에 죽으니 시호를 강(康)이라 하였고, 아들 왕함이 작위를 이었다.

## 출전
- 반고, 《한서》 권18 외척은택후표

| 선대 아버지 의춘경후 왕흔 | 전한의 의춘후 기원전 75년 ~ 기원전 31년 | 후대 아들 의춘효후 왕함 |